# Дирекција за координацију полицијских тијела Босне и Херцеговине
Дирекција за координацију полицијских тијела Босне и Херцеговине је управна организација с оперативном самосталношћу у саставу Министарства безбједности БиХ. Дирекција је основа Законом о Служби за послове са странцима, који је изгласан у Представничком дому БиХ 10. априла 2008. године, док је у Дому народа БиХ изгласан 16. априла.
Дирекција за координацију полицијских тијела Босне и Херцеговине има за улогу комуникацију, координацију и сарадњу са свим партнерима у Босни и Херцеговини и иностранству, служити полицијским и другим релевантним телима у Босни и Херцеговини у ефикаснијем обављању послова из њихове надлежности, те вршити заштиту особа и објеката који се штите и тако активно доприносити безбедности и квалитету живота грађана Босне и Херцеговине, регије и шире.

## Надлежности
По закону о Дирекцији за координацију полицијских тијела и о агенцијама за подршку полицијској структури БиХ, надлежности Дирекције су:
- комуникација, сарадња и координација између полицијских тијела БиХ
- комуникација, сарадња и координација између полицијских тијела БиХ с одговарајућим органима у Босни и Херцеговини у вези с питањима полицијских послова међународног карактера или од међународног значаја, или у вези с питањима која су у надлежности Суда БиХ
- комуникација и сарадња с одговарајућим страним и међународним органима у вези с питањима полицијских послова од међународног значаја или заједничког интереса
- комуникација, сарадња и координација између полицијских тијела БиХ те одговарајућих органа у Босни и Херцеговини с одговарајућим страним и међународним органима
- примјена најбољих европских и других међународних пракси које се односе на полицијска питања у Босни и Херцеговини
- стандардизација рада у вези с полицијским питањима у Босни и Херцеговини
- дневно обједињавање сигурносних информација од значаја за Босну и Херцеговину, као и од значаја за обављање послова из надлежности полицијских тијела БиХ, стална сарадња с релевантним полицијским и другим тијелима и предузимање потребних мјера с циљем координације оперативних послова полицијских тијела БиХ, те дневно праћење стања сигурности и обавјештавање надлежних полицијских и других тијела БиХ
- организирање и провођење физичке и техничке заштите лица и објеката органа БиХ и дипломатско-конзуларних органа који се посебно штите у складу с одговарајућим законима, међународним обавезама и другим прописима које доноси Вијеће министара БиХ
- прикупљање, праћење, анализирање и кориштење података од значаја за сигурност Босне и Херцеговине
- провођење међународних уговора о полицијској сарадњи из надлежности Дирекције
- остали послови прописани законима и другим прописима